# 올레그 에레민
올레그 에레민(러시아어: Олег Адольфович Ерёмин;, 1967년 10월 28일 ~ )는 러시아 출신의 축구 선수이다. K리그에서 등록명은 이레마를 사용하였는데 일본으로 떠난 라데의 대체자로 영입된 미하일이 고질적인 허벅지 부상 탓인지 3경기 만에 퇴출되어 대타로 들어왔으나 함량 미달 탓인지 4경기 만에 퇴출됐다.